# Marián Kopča
Marián Kopča (14. dubna 1968 – 22. května 1997 Bratislava) byl slovenský fotbalový obránce a mládežnický reprezentant Československa. Život ukončil sebevraždou.

## Fotbalová kariéra
V československé lize hrál za Inter Bratislava a Duklu Praha. Nastoupil ve 108 ligových utkáních a dal 1 gól. V Poháru vítězů pohárů nastoupil v 6 utkáních. Vítěz československého poháru 1990 a vítěz slovenského poháru 1988.

## Ligová bilance
| Ročník                                   | Zápasy | Góly | Klub             |
| ---------------------------------------- | ------ | ---- | ---------------- |
| 1. československá fotbalová liga 1987/88 | 4      | 0    | Inter Bratislava |
| 1. československá fotbalová liga 1988/89 | 23     | 0    | Inter Bratislava |
| 1. československá fotbalová liga 1989/90 | 26     | 0    | Dukla Praha      |
| 1. československá fotbalová liga 1990/91 | 14     | 0    | Dukla Praha      |
| 1. československá fotbalová liga 1990/91 | 14     | 0    | Inter Bratislava |
| 1. československá fotbalová liga 1991/92 | 25     | 1    | Inter Bratislava |
| 1. československá fotbalová liga 1992/93 | 2      | 0    | Inter Bratislava |
| CELKEM                                   | 108    | 1    |                  |